# الحجيل (رخية)
'

تعديل مصدري - تعديل

الحجيل هي إحدى قرى عزلة رخية بمديرية رخية التابعة لمحافظة حضرموت، بلغ تعداد سكانها 60 نسمة حسب تعداد اليمن لعام 2004.